# Clover (Virginia)
Clover es un lugar designado por el censo situado en el condado de Halifax, Virginia  (Estados Unidos). Según el censo de 2010 tenía una población de 438 habitantes.

## Demografía
Según el censo de 2010, Clover tenía una población en la que el 53,2% eran blancos; el 45,0% afroamericanos; el 0,2% eran indios americanos y nativos de Alaska; el 0,2% eran asiáticos; el 0,0% hawaianos y otros isleños del Pacífico; el 0,2% de otra raza, y el 1,1% a partir de dos o más razas. El 1,6% del total de la población eran hispanos o latinos de cualquier raza.